# Phyllachora keralensis
Phyllachora keralensis är en svampart som beskrevs av Hosag., Manian & Vasuki 1989. Phyllachora keralensis ingår i släktet Phyllachora och familjen Phyllachoraceae.   Inga underarter finns listade i Catalogue of Life.